# Records de Zambie d'athlétisme
Les records de Zambie d'athlétisme sont les meilleures performances réalisées par des athlètes zambiens et homologuées par la Fédération zambienne d'athlétisme (ZAAA).

## Plein air

### Hommes
| Épreuve              | Record | Athlète                                                                         | Date              | Compétition                            | Lieu              | Réf.   |
| -------------------- | --- | ------------------------------------------------------------------------------- | ----------------- | -------------------------------------- | ----------------- | ------ |
| 100 m                | 9 s 88 (+0,2 m/s) | Sydney Siame                                                                    | 8 avril 2017      |                                        | Lusaka            | [ 1 ]  |
| 100 m                | 10 s 03 (+1,5 m/s) | Gerald Phiri                                                                    | 10 mai 2014       | NTC Pure Athletics Elite               | Clermont          | ,      |
| 200 m                | 20 s 16 (+ 1,5 m/s) | Sydney Siame                                                                    | 30 juin 2019      | Résisprint                             | La Chaux-de-Fonds |        |
| 400 m                | 43 s 91 | Muzala Samukonga                                                                | 29 avril 2023     |                                        | Gaborone          |        |
| 800 m                | 1 min 46 s 14 | Prince Mumba                                                                    | 1er juillet 2011  | Harry Jerome Classic                   | Burnaby           | ,      |
| 1 500 m              | 3 min 42 s 09 | Tonny Wamulwa                                                                   | 3 juin 2012       | Mémorial Luca Coscioni                 | Orvieto           | [ 6 ]  |
| 3 000 m              | 7 min 49 s 51 | Tony Wamulwa                                                                    | 6 juin 2008       |                                        | Turin             |        |
| 5 000 m              | 13 min 25 s 25 | Obed Mutanya                                                                    | 18 août 2001      |                                        | Saint-Sébastien   |        |
| 10 000 m             | 28 min 00 s 33 | Charles Mulinga                                                                 | 14 avril 1995     | Mt. SAC Relays                         | Walnut            |        |
| Semi-marathon        | 1 h 01 min 30 s | Fackson Nkandu                                                                  | 24 septembre 1994 | Championnats du monde de semi-marathon | Oslo              |        |
| Marathon             | 2 h 11 min 35 s | Jordan Chipangama                                                               | 20 juin 2015      | Grandma's Marathon                     | Duluth            | [ 7 ]  |
| 110 m haies          | 14 s 50 | Davison Lishebo                                                                 | 22 juillet 1979   | Spartakiades                           | Moscou            |        |
| 400 m haies          | 47 s 10 (AR) | Samuel Matete                                                                   | 7 août 1991       | Weltklasse Zürich                      | Zurich            |        |
| 3 000 m steeple      | 8 min 25 s 49 | Godfrey Siamusiye                                                               | 16 juillet 1995   | Championnats AAA                       | Birmingham        | [ 8 ]  |
| Saut en hauteur      | 2,15 m | Shaddye Melu                                                                    | 9 avril 2016      | War 9                                  | Spokane           | [ 9 ]  |
| Saut à la perche     | 3,74 m | Geffory Chongo                                                                  | 8 juin 1960       |                                        | Lusaka            |        |
| Saut en longueur     | 7,77 m (+0,8 m/s) | Bernard Kalale                                                                  | 3 mai 2023        | Championnats d'Afrique U20             | Ndola             |        |
| Triple saut          | 16,30 m | Gordon Mulenga                                                                  | 23 août 1992      |                                        | Lusaka            |        |
| Lancer du poids      | 14,51 m | Kelvin Kasongo                                                                  | 11 mars 2023      |                                        | Ndola             |        |
| Lancer du disque     | 49,03 m | Chard Muhwanga                                                                  | 23 mars 2018      | Vanderbilt Black and Gold              | Nashville         | [ 10 ] |
| Lancer du marteau    | 50,54 m | Reggie Reynolds                                                                 | 8 mai 2023        | Championnats de la Southern Conference | Cullowhee         | [ 11 ] |
| Lancer du javelot    | 59,94 m | Andrew Shabiyemba                                                               | 3 mai 2023        | Championnats d'Afrique U20             | Ndola             |        |
| Décathlon            | 5 443 pts | Samson Mubangalala                                                              | 2–3 décembre 1972 |                                        | Dar es Salaam     |        |
| Décathlon            | 12 s 2 (100 m), 5,79 m (longueur), 9,95 m (poids), 1,76 m (hauteur), 55 s 9 (400 m) / 16 s 9 (110 m haies), 31,95 m (disque), 2,84 m (perche), 51,04 m (javelot), 4 min 42 s 6 (1 500 m) |                                                                                 |                   |                                        |                   |        |
| 20 km marche (route) | 2 h 06 min 11 s | Feston Bwalya                                                                   | 1er juin 1991     | Coupe du monde de marche               | San Jose          |        |
| 50 km marche (route) | |                                                                                 |                   |                                        |                   |        |
| 4 × 100 m            | 39 s 31 | Équipe nationale Chidamba Hazemba Brian Kasinda Titus Kafunda Sydney Siame      | 14 septembre 2015 | Jeux africains                         | Brazzaville       | [ 12 ] |
| 4 × 400 m            | 2 min 59 s 12 | Équipe nationale Patrick Nyambe Kennedy Luchembe David Mulenga Muzala Samukonga | 22 mars 2024      | Jeux africains                         | Accra             | [ 13 ] |

### Femmes
| Épreuve              | Record               | Athlète                                                                        | Date              | Compétition                            | Lieu        | Réf.   |
| -------------------- | -------------------- | ------------------------------------------------------------------------------ | ----------------- | -------------------------------------- | ----------- | ------ |
| 100 m                | 11 s 12 A (-0,5 m/s) | Rhoda Njobvu                                                                   | 20 mars 2021      |                                        | Lusaka      | [ 14 ] |
| 200 m                | 22 s 65              | Rhoda Njobvu                                                                   | 12 juin 2021      |                                        | Gaborone    |        |
| 400 m                | 50 s 22              | Kabange Mupopo                                                                 | 15 septembre 2015 | Jeux africains                         | Brazzaville | [ 15 ] |
| 800 m                | 2 min 00 s 10        | Felistus Mpande                                                                | 22 février 2020   |                                        | Ndola       |        |
| 1 500 m              | 4 min 16 s 8         | Evelyn Musonda                                                                 | 18 août 1990      |                                        | Luanshya    |        |
| 3 000 m              | 9 min 40 s 8+        | Mirriam Kaumba                                                                 | 7 avril 2005      |                                        | Austin      |        |
| 5 000 m              | 15 min 47 s 58       | Mirian Kaumba                                                                  | 1er mai 2005      | Payton Jordan Stanford Invitational    | Palo Alto   |        |
| 10 000 m             | 34 min 46 s 4        | Mirian Kaumba                                                                  | 16 avril 2005     |                                        | Wichita     |        |
| Semi-marathon        | 1 h 19 min 07 s      | Elizet Banda                                                                   | 11 octobre 2009   | Championnats du monde de semi-marathon | Birmingham  | [ 16 ] |
| Marathon             | 3 h 01 min 20 s      | Mercy Kalunga                                                                  | 18 avril 2015     |                                        | Lusaka      |        |
| 100 m haies          | 19 s 51              | Rabecca Chisanga                                                               | 7 mai 2005        |                                        | Windhoek    |        |
| 400 m haies          | 58 s 07              | Busiwa Asinga                                                                  | 1er mai 2021      |                                        | Normal      |        |
| 3 000 m steeple      |                      |                                                                                |                   |                                        |             |        |
| Saut en hauteur      | 1,77 m               | Mary Fwambo                                                                    | 4 mars 2018       |                                        | Ndola       |        |
| Saut à la perche     |                      |                                                                                |                   |                                        |             |        |
| Saut en longueur     | 6,00 m (0,0 m/s)     | Agness Mazala                                                                  | 11 mars 2023      |                                        | Ndola       |        |
| Triple saut          | 11,06 m              | Victoria Mwase                                                                 | 29 septembre 1991 |                                        | Kabwe       |        |
| Lancer du poids      | 12,50 m              | Mary Ewambo                                                                    | 17 juin 2016      |                                        | Lusaka      |        |
| Lancer du disque     | 36,30 m              | Mary Kangwa                                                                    | 17 mai 1992       |                                        | Kitwe       |        |
| Lancer du marteau    |                      |                                                                                |                   |                                        |             |        |
| Lancer du javelot    | 50,55 m              | Miriam Mukulama                                                                | 20 juillet 2007   | Jeux africains                         | Alger       |        |
| Heptathlon           | 3 125 pts            | Carol Muwowo                                                                   | 26–27 août 1989   |                                        | Luanshya    |        |
| Heptathlon           |                      |                                                                                |                   |                                        |             |        |
| 20 km marche (route) |                      |                                                                                |                   |                                        |             |        |
| 4 × 100 m            | 43 s 85 A            | ZCSA Rhoda Njobvu Lumeka Katundu Suwilanji Mpondela Hellen Makumba             | 11 avril 2021     |                                        | Lusaka      | [ 17 ] |
| 4 × 400 m            | 3 min 31 s 85        | Équipe nationale Niddy Mingilishi Quincy Malekani Abigail Sepiso Rhodah Njobvu | 22 mars 2024      | Jeux africains                         | Accra       |        |